# ABTOW
ABTOW (skrót od Automatyczny Biodetektor Toksyczności Ogólnej Wody) – zautomatyzowany biologiczny detektor zanieczyszczeń wody, działający na zasadzie śledzenia aktywności metabolicznej bakterii nitryfikacyjnych, czyli biorących udział w procesie przetwarzania związków azotowych. Urządzenie zawiera połączony szeregowo układ pomiarowy składający się z bloku przygotowawczego, bloku pomiarowego i bloku analitycznego, poprzez które kolejno przepływa badana woda.
Urządzenie śledzi aktywność metaboliczną mikroorganizmów poprzez monitorowanie zawartości tlenu w wodzie przepływającej przez bioreaktor. Gdy woda jest czysta, bakterie zużywają dużo tlenu. Gdy pojawia się zanieczyszczenie (np. ołów, kadm, cynk, fenol, cyjanek potasu, związki aromatyczne czy alkohole), zużycie tlenu gwałtownie spada, na co natychmiast reagują czujniki elektrochemiczne, a wyniki są automatycznie przekazywane odpowiednim służbom. Czas reakcji urządzenia na pojawienie się w wodzie substancji szkodliwych to około 90 sekund. W układzie badawczym wykorzystywana jest niewielka ilość wody (około 120 ml), która jest szybko wymieniana (100 ml/min), a stabilność pracy systemu zapewnia wolny wzrost bakterii.
Urządzenie powstało dzięki współpracy interdyscyplinarnego zespołu badawczego naukowców z Uniwersytetu Śląskiego. Uniwersytet jest również właścicielem prawa własności przemysłowej na wynalazek (patent nr 206892).

## Zastosowania i korzyści
Dzięki bardzo szybkiej analizie stanu jakości wody, biodetektor umożliwia prowadzenie jej ciągłego monitoringu. Może także stanowić pierwszą linię ostrzegania przed pojawiającymi się zagrożeniami, które w wyniku awarii lub działań celowych mogą potencjalnie pojawić się w wodzie przeznaczonej do spożycia. Innym zagrożeniem może być obecność substancji niebezpiecznych pochodzących ze źródeł naturalnych (jonów metali czy radionuklidów). Do zalet urządzenia należy również możliwość sterowania na odległość, autokalibracja i autokontrola układu.